# 1720 Нільс
1720 Нільс (1720 Niels) — астероїд головного поясу, відкритий 7 лютого 1935 року.
Тіссеранів параметр щодо Юпітера — 3,667.